# Sicyonis gossei
Sicyonis gossei är en havsanemonart som först beskrevs av Stephenson 1918.  Sicyonis gossei ingår i släktet Sicyonis och familjen Actinostolidae. Inga underarter finns listade i Catalogue of Life.